# Hypolimnas chrysonicans
Hypolimnas chrysonicans är en fjärilsart som beskrevs av Hans Fruhstorfer 1912. Hypolimnas chrysonicans ingår i släktet Hypolimnas och familjen praktfjärilar. Inga underarter finns listade i Catalogue of Life.